# TSG Ulm 1846
TSG Ulm 1846 – niemiecki klub piłkarski z siedzibą w mieście Ulm, w kraju związkowym Badenia-Wirtembergia, działający w latach 1939–1970 (od 1970 roku jako SSV Ulm 1846).

## Historia
Klub został założony w 1939 jako TSG Ulm 1846 (Turnerbund 1846 Ulm połączył się z Fussball Verein Ulm 1894 oraz z Turnverein Ulm). 5 maja 1970 połączył się z 1. SSV Ulm tworząc SSV Ulm 1846.

## Sukcesy
- 5 sezonów w Gaulidze Württemberg (1. poziom): 1939/40-43/44 (oraz sezon 1944/45 - rozgrywek nie dokończono).
- 8 sezonów w Oberlidze Süd (1. poziom): 1946/47-48/49, 1952/53, 1958/59-60/61 i 1962/63.
- 2 sezony w Landeslidze Württemberg (2. poziom): 1945/46 i 1949/50.
- 8 sezonów w 2. Oberlidze Süd (2. poziom): 1950/51-51/52, 1953/54-57/58 i 1961/62.
- 2 sezony w Regionallidze Süd (2. poziom): 1963/64-64/65.
- 2 sezony w Amateurlidze Nordwürttemberg (3. poziom): 1965/66 i 1969/70.
- mistrz Landesliga Württemberg (2. poziom): 1946 (awans do Oberligi Süd) oraz 1950 (przeniesiony do nowej 2. Oberligi Süd)
- 2. Oberliga Süd (2. poziom): 1952 - mistrz oraz 1958 i 1962 - wicemistrz (awanse do Oberligi Süd)
- zdobywca Pucharu Wirtembergii: 1957